# Angelo Marinucci

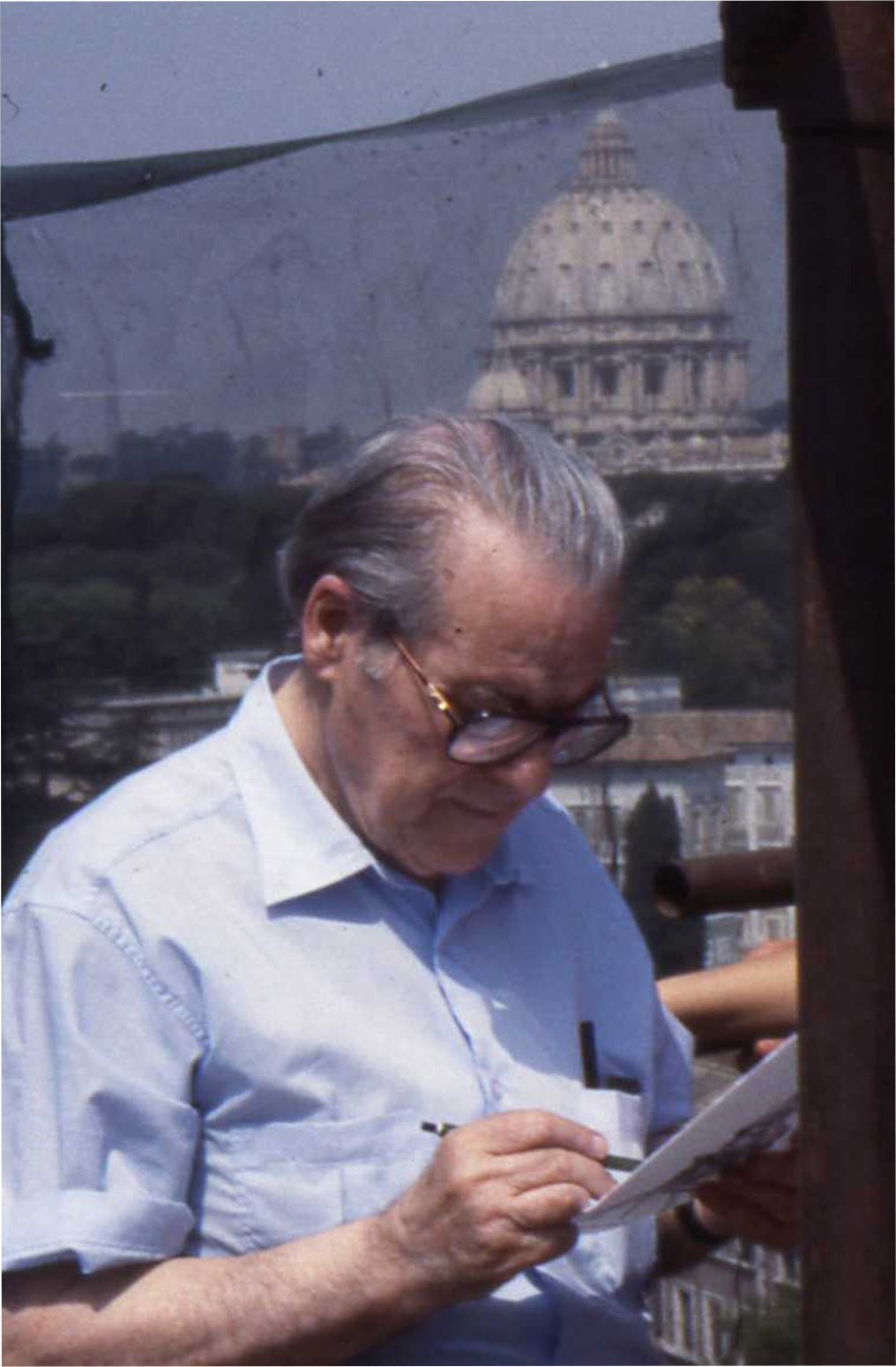
Angelo Marinucci sulla cupola della basilica di San Giovanni Battista dei Fiorentini

Angelo Marinucci (Roma, 15 agosto 1909 – Roma, 12 ottobre 1994) è stato un architetto e pittore italiano.

## Biografia

### Anni di formazione
Angelo Marinucci nacque a Roma in Borgo Pio e studiò presso il liceo Artistico di via Ripetta dove conobbe Duilio Cambellotti e Corrado Cagli.
Nel 1929 si iscrisse alla facoltà di architettura dell'Università degli Studi di Roma (tra i suoi insegnanti Foschini e Marino) e nel 1938 si laureò con una tesi su un progetto per il Palazzo delle Preture Riunite di Roma. Marcello Piacentini, che presiedeva la commissione, gli offrì di lavorare nel proprio studio.
Tra il 1929 ed il 1930 frequentò una filodrammatica romana, sezione della Società Operaia di Mutuo Soccorso San Gioacchino in Borgo Santo Spirito, e recitò in vari ruoli in alcune commedie. 
Ancora studente collaborò con vari architetti, tra i quali Gio Ponti e Ludovico Quaroni.

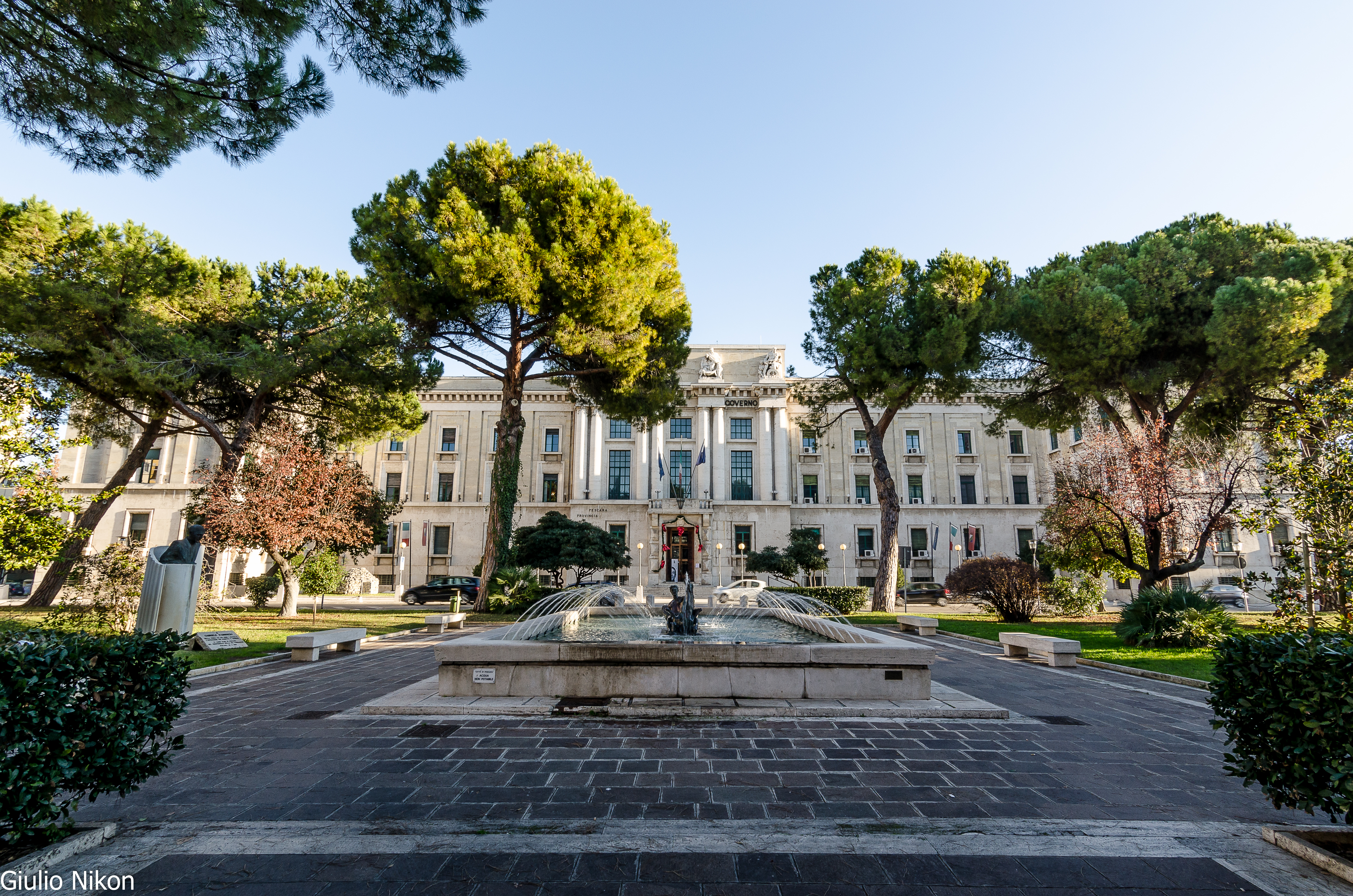
Il palazzo del Governo a Pescara, realizzato insieme a Vincenzo Pilotti

Dal 1933 al 1938 collaborò con lo studio Pilotti con diversi progetti per opere pubbliche (edificio del Regio Istituto di Assicurazioni ad Ascoli Piceno, palazzo di giustizia e sacrario dei Martiri Fascisti a Novara, palazzo di giustizia, palazzo del comune, palazzo del governo e regio liceo scientifico a Pescara, palazzo del consiglio provinciale e di economia corporativa a Teramo e palazzo comunale di Pesaro). In occasione dell'inaugurazione del Sacrario dei Martiri Fascisti di Novara, il 28 ottobre 1934, Marinucci ricevette i personali complimenti dell'allora capo del Governo Benito Mussolini.

### Attività
Con Ludovico Quaroni, tra il 1933 e il 1934, realizzò alcuni studi di villini per il lungomare di Ostia, e, sempre ad Ostia, realizzò una stazione di servizio sulla Strada statale 8 Via del Mare ed un villino.
Con l'ing. Bigi progettò un asilo nido per l'O.N.M.I. ed una palazzina popolare sulla via Aurelia, adottando una soluzione innovativa che prevedeva l'eliminazione dei corridoi a favore dell'ampiezza e del numero dei vani.
Frequenta la filodrammatica "Giovanni Giraud", sezione della Società Operaia di Mutuo Soccorso San Gioacchino in Borgo Santo Spirito a Roma, dove realizzò la grafica di alcune locandine e recitò in alcune commedie. In quel periodo conobbe Gio Ponti e nel 1936 collaborò per l'allestimento, nella Città del Vaticano, dell'Esposizione Mondiale della Stampa Cattolica ottenendo la fiducia di Ponti.
Nel dopo guerra operò nel campo dell'architettura dell'urbanistica e dell'arredamento. A Roma realizzò il quartiere delle Grazie (1950-1956). Realizzò per conto di Giovanni Amati il cinema Golden, nel 1947.
Sopravvissuto al bombardamento del 19 luglio 1943 sul quartiere San Lorenzo espresse in alcuni acquerelli le devastazioni subite dalla basilica di San Lorenzo fuori le mura.
Fu libero docente all'Università di Roma e insegnò per anni nei corsi di disegno dal vero, prima con Fausto Vagnetti e poi con Luigi Vagnetti, presso la facoltà di architettura.
Fu membro dell'Accademia Legion d'Oro, dell'Accademia il Tetradramma, dell'Accademia - Burckhardt Akademie di Roma, dell'Accademia d'Italia di Salsomaggiore, dell'Accademia Internazionale Acquerellisti di Milano e dell'Accademia Araldica - Il Marzocco di Firenze.

## Mostre

### Personali
Tra il 1976 ed il 1991 espose i suoi lavori all'Accademia Tiberina di Roma, alla Galleria Il Nettuno di Bologna, al Chiostro della Basilica S. Lorenzo a Firenze, a Palazzo Barberini a Roma, al Foyer des Artistes a Roma, alla galleria Studio 75 a Roma, alla Galleria CIDA a Roma ed alla facoltà di architettura La Sapienza di Roma

### Collettive
Partecipò a numerose mostre collettive a partire dal 1957, tra queste prima e seconda Biennale sarda, quarta Biennale d'Arte Sacra, Extempore di Olbia, Extempore di Montecatini, Prima Mostra "Arte e Cultura" di Tivoli, IV Quadriennale d'arte figurativa di Napoli, Modenarte, Salone Biblioteca Comunale di Modena, "Il Macchiavello" di Firenze, "Cento acquerellisti" a Roma, Mostra itinerante in U.S.A. Prima Rassegna internazionale dell'acquerello a Minori.

## Lavori
Dal 1926 al 1992 produsse numerosi lavori con varie techniche pittoriche (acquerelli, xilografie, disegni a china e matita, disegni a penna biro seppia ed altre), tra questi Basi del colonnato di San Pietro, Locandina di spettacolo teatrale, Dalie rosse, Roma: S.S. Trinità dei Monti, Con mia madre, Assisi - Vicolo San Lorenzo, La giovane poetessa Liaty, Bilancione a Pescara, Il cipresso in Toscana, Omaggio a Corrado Cagli, Castel S. Angelo, il pozzo delle fucilazioni, Modella in riposo, Riposo contemplativo, Giovanni Paolo II nella Via Crucis, Ulivo di Puglia, Masseria S. Oreste, Autunno nel castagneto e Sogno.
Come scultore produsse un bronzo, Maria Cristina, ed una terracotta, Roberto.
Come architetto, tra il 1929 ed il 1971, fu attivo sia nell'edilizia privata sia in quella pubblica. Suoi furono, ad esempio, oltre ai lavori già citati, il progetto del Villino Sacchi alla Madonna del Riposo in Roma, il progetto di ampliamento e ristrutturazione del Santuario del Divino Amore ex Castel di Leva - Roma, il Progetto dell'edificio del R. Istit. Assicur. ad Ascoli Piceno, il Progetto di allestimento della "Esposizione Mondiale Stampa Cattolica" in Vaticano (in collaborazione con Gio Ponti), il progetto del convento dei Frati Olivetani a Tivoli (Roma), alcuni progetti di cappelle e monumenti funerari al Cimitero monumentale Verano di Roma e ai Cimiteri di Ascoli Piceno e Frosinone, il progetto della Casa del Fascio a Ussita, il progetto di ristrutturazione del Teatro in via S. Stefano del Cacco (poi Teatro Flaiano) in Roma, il progetto della sistemazione a verde del giardino della Villa Segré a Tivoli, il progetto di ampliamento e ristrutturazione della Chiesa e del Convento nell'Orfanatrofio "Cuore Immacolato di Maria” a Collalto Sabino e il progetto della Chiesa di San Raffaele a Rieti.
Tra il 1937 ed il 1961 lavorò a varie lottizzazioni nella zona di Roma, sulla nuova via Aurelia, in via Tommasini, in zona Acquatraversa (Monte Mario), nella zona compresa tra via Marmorata e p.zza Santa Maria Liberatrice, nel quartiere delle Grazie, in località Mostacciano e nella zona di Tor di Quinto e sulla via Cassia. Ha lavorato anche a Monte S. Angelo (Terracina).
Tra il 1936 ed il 1984 lavorò agli interni di numerosi esercizi commerciali romani.

### Pubblicazioni
- Disegni inediti di Giuseppe Valadier, Roma, fratelli Palombi, 1955, SBN TO02001654.
- Tra ordine e caos: metodi e linguaggi tra fisica, matematica e filosofia, Roma, Aracne, 2011, SBN CFI0802330.

## Premi

### Pittura
- 1961 "Bianco e Nero", Bologna;
- 1962: O.A.S.I., Firenze;
- 1963: Capri;
- 1964: Ischia;
- 1965: Premio G. Casciaro, Napoli;
- 1979: 1º Premio Palazzo dei Papi, Viterbo;
- 1980:
- 1980: Premio Oscar Modenarte. Modena:
- 1980: Medaglia al Merito da International Business Corporation;
- 1981: Medaglia d'Oro per I'acquarello "II Macchiavello», Firenze;
- 1981: Grand Prix Européen. Paris '81;
- 1981: Medaglia d'Oro del "Foyer des Artistes" quale "Acquerellista dell'anno" Palazzo Barberini. Roma;
- 1981: Premio «Veritas» in Campidoglio. Roma;
- 1981: Coppa d'Onore concorso "EN.F.A.C.", Torino;
- 1981: Targa d'Oro Premio "II Marzotto", Firenze;
- 1981: Premio "Rub Al Khalì" Associazione Italo Araba, Bidda;
- 1981: Premio Internazionale "Ponte Vecchio" Firenze;
- 1982: 1º Premio per l'acquarello "Acquerello Lombardia '82", Milano;
- 1982: Premio Targa d'Argento "Tavolozzad'Argento", Roma;
- 1982: Premio Internazionale per la Pace, Accademia il Tetradramma, Roma;
- 1983: Medaglia Aureata da "International Parliament USA";
- 1985: Premio d'Italia da Accademia Italia. Calvatone.

### Scultura
- 1940 - Concorso per un monumento scultoreo dedicato a Papa Pio XI in San Pietro (in collaborazione con lo scultore O. Aliventi), bozzetto segnalato

### Architettura e Urbanistica
- 1945 - Concorso per casette economiche di rapida costruzione - 3º Premio (arch. De Simoni)
- 1945 - Concorso per Sistema costruttivo di Ricompletamento dei fabbricati distrutti - 3º Premio (arch. De Simoni)
- 1947-48 - Concorso per il Piano regolatore di Sarnano (Macerata) - I Premio (collaboratori gli architetti De Simoni e Tassotti)